# ¿Qué pasó en el túnel?
¿Qué pasó en el túnel? (en inglés: What Happened in the Tunnel; pronunciado /ˈwɑt ˈhæpənd ˈɪn ðə ˈtənl̩/) es un cortometraje mudo estadounidense de un minuto de duración dirigido por Edwin S. Porter, producida por Edison Manufacturing Company y distribuida por Kleine Optical Company.

## Argumento
Dentro de un vagón de ferrocarril, una sirvienta negra se sienta junto a una mujer blanca. Detrás de ambas mujeres se sienta un hombre blanco leyendo un periódico. La mujer deja caer su pañuelo. El hombre se lo devuelve y comienza a coquetear con ella. El tren entra en un túnel. Cuando el tren sale del túnel, las dos mujeres han cambiado de lugar y el hombre está besando a la doncella negra. El hombre avergonzado mira a su alrededor para ver si alguien más lo vio, mientras las dos mujeres se ríen de su broma.

## Personajes
- Gilbert M. Anderson como el hombre coqueto.
- Bertha Regustus como la sirvienta.
- Mujer blanca sin acreditar.